# Flupyradifurone
Le flupyradifurone, Sivanto pour son nom commercial, est un composé chimique, organochloré, insecticide systémique (néonicotinoïde de par son mode d'action), du groupe des buténolides, qui agit en tant que neurotoxine.
Ce nouveau biocide (le premier d'une nouvelle classe de buténolides) a été mis au point dans les années 2010 par Bayer CropScience comme pesticide notamment destiné à lutter contre les insectes piqueurs (suceurs, se nourrissant de sève) et a commencé à être mis sur le marché en 2014,.
Il est structurellement proche de l'imidaclopride (N-nitroguanidine) avec lequel il partage un métabolite commun.

## Mode d'action
Il copie le mode d'action de l'un des alcaloïdes (stémofoline, découvert plus de 40 ans auparavant), synthétisé par la plante Stemona japonica pour se défendre contre les insectes, alcaloïde dont on avait déjà montré des effets insecticides, ; 
C'est un antagoniste des récepteurs nicotiniques de l'acétylcholine, ce qui en fait un puissant neurotoxique.

Cette molécule agit de manière réversible comme agoniste sur les récepteurs d'acétylcholine nicotiniques d'insectes, mais en étant structurellement différente des agonistes connus selon son analyse de similarité chimique.
Le produit se montre mortel pour un large éventail de ravageurs, selon ses essais en laboratoire, et sur un certain nombre de cultures via différentes méthodes d'application (dont le traitement foliaire, le traitement du sol, le traitement des semences ou via l'irrigation en goutte-à-goutte. La molécule est facilement absorbée par les plantes et transportée dans toutes ses parties dans le xylème.
Le flupyradifurone au moment de sa mise sur le marché est active sur des ravageurs résistants (dont la mouche blanche du coton).

## Effets sur les espèces non-cibles et aspects environnementaux
Il est toxique pour les abeilles mellifères, mais moins que la plupart des autres néonicotinoïdes selon une étude de 2015
Selon les données disponibles en 2014 par l'EPA, il semblait présenter un profil de sécurité favorable aux colonies d'abeilles mellifères (en comparaison avec d'autres insecticides). Aux États-Unis, son étiquetage autorise son application durant la floraison pour diverses cultures (dont celle des agrumes) mais pas en même temps que des fongicides azoïques (utilisés en période de floraison).
Une étude récente a montré que flupyradifurone, associée à un fongicide commun, avait des effets synergiques indésirables sur la survie et le comportement des abeilles . L'étude a également montré que la toxicité de flupyradifurone variait en fonction des saisons et de l'âge des abeilles, montrant la complexité de ses effets secondaires .
Une expérience basée sur 24 colonies d'abeilles (Apis mellifera L.) adjacentes à huit champs de sarrasin (Fagopyrum esculentum Moench) traités et non traités durant une saison a conclu que le produit était sans effets observables à court terme sur ces colonies, mais que le pollen importé par les abeilles butinant sur les champs traités était significativement contaminé par des résidus de flupyradifurone.
En 2024, une étude a mis en évidence le fait que la flupyradifurone appliquée selon les recommandations entraîne en 3 jours une mortalité de 100 % chez les abeilles solitaires relâchées dans des cages de terrain. Les abeilles exposées au pesticide plus tard dans l'expérience ont survécu, mais moins longtemps que les abeilles témoins. Elle a également relevé des effets sublétaux durables, les abeilles exposées au pesticide ayant initié moins de nids et ayant été moins efficaces pour butiner. Elle souligne que ces résultats sont préoccupants car la flupyradifurone peut être utilisée sur les cultures visitées par les abeilles pendant leur floraison.

## Homologations, interdictions
Dans certains États de l'UE, ce produit (commercialisé sous le nom Sivanto) a été approuvé depuis novembre 2015. L'Allemagne, l'Autriche, la Suisse l'ont interdit ou retardé. La France l'a interdit par un décret de 2019 et un second décret en décembre 2020. En 2022, le Conseil d'État a annulé le premier décret mais a rejeté les requêtes de l'Union des industries de la protection des plantes et de la société Bayer SAS concernant le second décret, confirmant l'interdiction du flupyradifurone en France.